# Стара Осота
Стара Осота́ — село в Україні, в Олександрівській селищній громаді Кропивницького району Кіровоградської області. Населення становить 922 осіб. Колишній центр Староосотської сільської ради.

## Історія
Станом на 1885 рік у колишньому власницькому селі, центрі Староосотської волості Чигиринського повіту Київської губернії, мешкало 1617 осіб, налічувалось 267 дворових господарств, існували православна церква, школа, 4 постоялих будинки та 4 лавки. За 3 версти — бурякоцукровий завод. За 3 версти — цегельний завод.
За переписом 1897 року кількість мешканців зросла до 2656 осіб (1326 чоловічої статі та 1330 — жіночої), з яких 2616 — православної віри.
Під час організованого радянською владою Голодомору 1932—1933 років померло щонайменше 512 жителів села.

## Населення
Згідно з переписом УРСР 1989 року чисельність наявного населення села становила 1103 особи, з яких 467 чоловіків та 636 жінок.
За переписом населення України 2001 року в селі мешкало 919 осіб.

### Мова
Розподіл населення за рідною мовою за даними перепису 2001 року:
| Мова       | Відсоток |
| ---------- | -------- |
| українська | 98,70 %  |
| російська  | 0,65 %   |
| вірменська | 0,33 %   |
| білоруська | 0,11 %   |
| інші       | 0,21 %   |

## Відомі люди
- Євтушенко Никифор Тимофійович (1917—2002) — Герой Радянського Союзу.
- Євтушенко Дометій Гурійович (1893—1983) — український співак (баритон), вокальний педагог, заслужений діяч мистецтв УРСР.
- Георгій Єжи Зарнецький (Jerzy Żarnecki) (12 вересня 1915, Стара Осота — 8 вересня 2008, Лондон) — польський і британський професор історії мистецтв.